# 朝宮ひまわり
朝宮 ひまわり（あさみや ひまわり、2002年11月11日 - ）は、日本の女性タレント、インフルエンサー、ライバー、コスプレイヤー。神奈川県出身。別名: ひまわぴ（Himawapi）、旧芸名: 清水 ひまわり。元マジカル・パンチラインの創設メンバー。

## 略歴

### ボックスコーポレーション時代
2011年、「ちゃおガールオーディション2011」でファイナリスト10名に残り、「スマイル賞」を受賞（当時「新籾（あらもみ）ひまわり」名義）。オーディションの帰りに原宿に行ったところをスカウトされ芸能事務所ボックスコーポレーション入り。
2014年8月、『天地流転』にて初舞台。
2016年2月5日、「清水ひまわり」に改名、マジカル・パンチラインの4人目のメンバーとして発表、同年7月20日、ポニーキャニオンよりメジャーデビュー。
2017年6月、「月刊 アニ愛でるTV!」にレギュラー出演。11月、初のイメージビデオをリリース。
2018年6月、初出演した映画『OVER DRIVE』が公開。7月、玉姫グループ『玉泉院』にてTVCM初出演。
2019年8月、北海道北竜町ひまわり観光大使に就任した。
2020年11月3日、進学の名目でマジカル・パンチラインを卒業し、芸能活動を休止。

### フリーランス期
2020年12月、「ひまわり」名義でSNSを再開。
2021年4月、YouTuber活動を契機に「ひまわり」名義でタレント活動を再開。
2022年5月1日、新結成したアイドルグループ NSTARに「Himawari」名義で加入するもグループ自体の正式デビューが流れ、ごく短期間の活動に終わる。
以降は「ひまわぴ」という別名も併用して個人活動を継続し、親戚経営の事務職に勤めながら兼業。さらに同年内までに西日本へ移住する予定を報告した。
2023年6月、初の冠ラジオ番組『ひまわぴのぽかぽかラジオ！』の放送開始。同年11月、体調不良にてドクターストップが掛かり、暫くの活動休止を公表。
2024年2月、古巣マジカル・パンチラインの8周年記念公演に客演。これまでの全OGメンバーが集結し、自身も卒業以来約3年半ぶりにステージに立った。その後は正式に休養から復帰し、「朝宮ひまわり」の芸名を併用して活動。

## 人物
趣味・特技は、音楽鑑賞、一輪車、ドッジボール、クラシックバレエとピアノを習っていた。漫画・アニメ・ビデオゲームに造詣が深く、所属グループのラジオではアニメのコーナーを担当したり、個人ではフリーペーパーのコラム連載やアニメのバラエティ番組にも出演している。
漫画・アニメを通じてグループ外で友人となった例もあり、安藤咲桜（元つりビット）や石橋蛍（元SUPER☆GiRLS）、レギュラー出演している「月刊 アニ愛でるTV!」（Kawaiian TV）の共演者ともアニメやゲームの話をよくするとインタビューで語っている。
阿部かれん（元ハコイリ♡ムスメ）とは、清水が初仕事の頃からの友人であるが、阿部が音羽かのんに改名、bob up.として再デビューした直後に「アニ愛でるTV!」のゲストとして出演して以来、番組関連イベントでも共演。引退後にも2人でコスプレイベントに参加している。
弟がいる。実家には「ココ」と言う三毛猫を飼っている。
名前は「ひまわり」だが本人は「椿」が好き。
小さい頃は勉強がよく出来て、小学6年のときの偏差値は70あった。

### マジカル・パンチライン関連
マジカル・パンチラインでのキャッチフレーズは「マジパンの魔力は勉強中のマイペースこと清水ひまわりです。」。4人体制になってからは「マジパンのマイペース担当、今日もまったり～こと清水ひまわりです」になる。ファンの名称は「ヒマ人」。
オリジナルメンバー5人の中で、唯一名前の末尾が「な」以外である。そのため、デビューアルバム『MAGiCAL PUNCHLiNE』のリード曲「Majiかよ!? BiliBili☆パンチライン」では、5人の名前を言った後「一人（韻を）踏んでねえな」（カッコ内は編者による注釈）という歌詞がある。
同学年の小山リーナ（現小山璃奈）とのコンビは「ひまわリーナ」と呼ばれ、共同の写真集を刊行したり「MixChannel」や「TikTok」などのアプリで「ひまわリーナ」名義のアカウントを開設するなど、ペアを組んで活動する事が多かった。2019年の時点では小山と同じ学校に通っていた。

## 作品

### デジタル写真集
- 微熱少女デジタル写真集vol.01 清水ひまわり（2019年7月5日、集英社） - 撮影：松岡一哲

### 映像
イメージビデオ
- 小山リーナ×清水ひまわり『ひまわリーナの夏休み』(2017年11月22日、ポニーキャニオン) - Blu-ray

## 出演

### ドラマ
- 不気味な答え 恋愛考察ミステリー 『コスプレ撮影会で事件はなぜ起こったか!?』（前・後編）（2024年8月3日・10日（金曜深夜）、テレビ朝日） - 門手める 役

### 映画
- OVER DRIVE（2018年6月1日公開）

### バラエティ
- 月刊 アニ愛でるTV!（2017年6月6日 - 2019年11月26日、Kawaiian TV）
- 関内デビル (2018年7月3日、tvk)

### 舞台
- LIPS*S 2014 Summer Theater『天地流転』（2014年8月20日 - 24日、新宿シアターモリエール）
- LIVEDOG GIRLS『レディ・ア・ゴーゴー!! 2021』（2021年12月17日 - 26日 、中目黒キンケロ・シアター）[24]
- フェアリーテイルシアター #07『薔薇色のオセローラブ』（2025年7月18日 - 20日 、参宮橋TRANCE MISSION） - 主演: 黒木てら 役

### ラジオ
- ひまわぴのぽかぽかラジオ！（2023年6月3日 - 12月、市川うららFM） - メインパーソナリティ
- U3のコレトーク!!（毎月第一金曜日 2025年1月3日 - 、SSCシェアハピラジオ/レインボータウンFM） - サブパーソナリティ

### CM・広告・イメージモデル
- Fit's『2年F組 Fit's（フィッツ）組』（2017年2月 - 2018年2月、ロッテ）
- SUZUNOYA FURISODE NEW COLLECTION 2019（2017年12月 - 2018年、鈴乃屋）
- 玉泉院 TVCM「立ち尽くす」編（2018年7月 - 、玉姫グループ）

### 雑誌掲載
- Chu→Boh（海王社）※Vol.73（2016年5月発売）、Vol.79（2017年5月発売）で単独表紙。Vol.77（2017年1月発売）、Vol.84（2018年3月発売）で小山リーナと2人で表紙
- アニカン（2016年11月25日(Vol.173) - 、エムジーツー）※「マジカル・パンチライン清水ひまわりの…○○の種」連載

### イベント
- ハコイリ♡ムスメ月曜定期公演 〜ハコムスペナントレースNEXT〜（2018年5月21日、AKIBAカルチャーズ劇場）※阿部かれんとのユニットで出演
- アニ愛でるLIVE 〜放送はしません！来ないとソンソン！だって次いつやるかわかんないよ！アニソン絶唱LIVE！〜（2018年12月25日、ヨシモト∞ホール）
- アニ愛でるLIVE!リベンジ〜アニ愛でる学園軽音部"終わらない夏休みエモエモです！"の巻（2019年8月27日、ヨシモト∞ホール）
- 「東京コミコン2019 | TokyoComicCon」in 「アニ愛でるLIVE」（2019年11月22日、幕張メッセ9.10.11ホール内 「コミコンステージ」）
- サマランiDOL FES（2019年12月15日、東京サマーランド）
- 出張！アニ愛でる学園（2019年12月30日・31日、東京国際展示場 青海展示棟（コミックマーケット79企業ブース）） - トークライブ出演
- マジカル・パンチライン LiVE PARK 2024 8th Anniversary LiVE～HAPPY DREAM～（2024年2月24日、Zepp Shinjuku） - 客演